# Roger Vandevelde
Roger Vandevelde, né le 30 mars 1921 à Tourcoing et mort le 9 janvier 1999 à Villeneuve-Loubet, est un footballeur français, évoluant au poste d'attaquant du milieu des années 1930 au début des années 1940.

## Biographie
Durant sa carrière, Roger Vandevelde joue avec des clubs de Division 1 française, le Racing Club de Roubaix entre 1937 et 1939 et le Red Star Olympique entre 1941 et 1942.
Avec le Red Star, lors de la Coupe de France 1941-1942, il marque le premier but du match pour les audoniens, qui s'imposent deux buts à zéro contre le FC Sète.

## Palmarès
- Coupe de France : 
  - Vainqueur en 1941-1942 avec le Red Star Olympique